# Bohumil Sekla
Bohumil Sekla (16. května 1901 Bohuslavice – 7. srpna 1987 Praha) – lékař, profesor Univerzity Karlovy, zakladatel české lékařské genetiky.

## Život
Studoval na Přírodovědecké a na Lékařské fakultě Univerzity Karlovy, kde promoval v roce 1933. Značnou část své vědecké kariéry prožil na Lékařské fakultě UK (roku 1938 se habilitoval z obecné biologie, profesorem genetiky od 1945).
Snažil se o propojení experimentální a aplikované genetiky, o čemž svědčí jeho monografie Dědičnost v přírodě a společnosti (1937).
Na přelomu 40. až 50. let do Československa pronikla Lysenkova „agrobiologická“ doktrína, a tak Seklova snaha o vytvoření moderní české školy musela ustoupit. K principům soudobé genetiky se mohl neskrývaně vrátit až po roce 1957. V roce 1968 byl jedním z autorů výzvy Dva tisíce slov.

## Knihy
- Dědičnost v přírodě a ve společnosti. [s.l.]: Volná myšlenka, 1937. 360 s.
- Dědičné zdraví. [s.l.]: Čin, 1941. 211 s.